# アイコットリョーワ
株式会社アイコットリョーワ（ICOT RYOWA）は、美濃焼の産地である岐阜県多治見市に本社を構える総合タイルメーカー。外装タイルがメイン商品。

## 特色
コーポレートスローガンは「街並みに焼き物の強さと美しさを。」
外装タイルをメイン製品とする岐阜県多治見市のタイルメーカー。タイル製品のほぼ100%を自社で開発・製造を行なっている。
マザーファクトリーとして多治見市に本社工場を置いている。良質な原料の産地である中国にアイコット広東陶磁有限公司・佛山リョーワ陶磁有限公司・景徳鎮アイコットリョーワ陶磁有限公司・江西アイコットリョーワ陶磁有限公司の4つの工場を有し、生産拠点としている。中国には建材調達商社としてIR建材貿易有限公司を有している。
ハウスメーカー、建材商社、工務店、工事店等にアイコットリョーワブランドとして販売しているほか、大手ハウスメーカー、建材商社、その他の建材メーカーへのOEM生産を行っている。

## 沿革
- 1972年（昭和47年） - 岐阜県多治見市にて資本金750万円にてリョーワ工業株式会社を設立。
- 1981年（昭和56年） - 舗石タイル（サンセラミカゲ）増産のため、高根工場建設。
- 1987年（昭和62年） - 資本金3,000万円で多治見市にアイコット(株)を設立外装モザイクタイル製造・販売開始。
- 1989年（平成元年） - 中国・広東省佛山市に資本金532万米ドルにて佛山楽華陶瓷有限公司設立。サンセラミカゲ製造開始。
- 1994年（平成6年） - 貿易部がリョーワ・インターナショナル株式会社として分社。
- 1994年（平成6年） - 中国・広東省南海市に資本金640万米ドルにて愛和陶（広東）陶瓷有限公司設立。 外装モザイクタイル・床タイル・セメント系エクステリアの製造開始
- 2000年（平成12年） - リョーワ工業株式会社と株式会社リョーワ合併。
- 2001年（平成13年） - 株式会社リョーワとアイコット株式会社合併。新会社名、株式会社アイコットリョーワとし、床タイルと外装タイル製造に加えてセメント系エクステリア等建築・景観材料一括製造販売を行う会社が誕生する。
- 2007年（平成19年） - 中国建材の調達商社としてIR建材貿易有限公司を設立する。
- 2011年（平成23年） - 中国・江西省に景徳鎮アイコットリョーワ陶磁有限公司・江西アイコットリョーワ陶磁有限公司を設立する。

## 主な生産製品
- 床タイル
- 外壁タイル
- エクステリアタイル
- 外装モザイクタイル
- レンガ